# جيش الظلام
جيش الظلام هو فيلم رعب كوميدي تم إنتاجه عام 1992 في الولايات المتحدة. من تاليف وإخراج سام رايمي وانتاج روبرت تابرت. وهو الجزء الثالث من سلسلة أفلام الشر المميت. وبطولة بروس كامبل وهو تكملة للجزء الثاني، حيث يتحاصر آش ويليامز (كامبل) في العصور الوسطى ويخض معارك شرسة في سعيه للعودة إلى الحاضر.
تم إنتاج الفيلم كجزء من صفقة الإنتاج مع استوديوهات يونيفرسال ستوديوز بعد النجاح المالي الذي حققوه مع فيلم رجل الظلام. وتم تصوير الفيلم في ولاية كاليفورنيا عام 1991. وتم عرضه لأول مرة في 9 أكتوبر 1992 في مهرجان سيتجيس السينمائي، وعرض في دور السينما في الولايات المتحدة في 19 فبراير 1993. وحقق 11.503.000 دولار محلياً و 10 ملايين دولار خارج الولايات المتحدة الأمريكية، ليصبح المجموع الكلي لايرادات الفيلم في جميع أنحاء العالم 21.5 مليون دولار. ونال اعجاب النقاد.

## الميزانية والإيرادات
بلغت تكلفة إنتاج الفيلم حوالي 11 مليون دولار بينما حقق إيرادات تقدر بـ 21.5 مليون دولار.

## وصلات خارجية
- جيش الظلام على موقع IMDb (الإنجليزية)
- جيش الظلام على موقع ميتاكريتيك (الإنجليزية)
- جيش الظلام على موقع روتن توميتوز (الإنجليزية)
- جيش الظلام على موقع نتفليكس (الإنجليزية)
- جيش الظلام على موقع قاعدة بيانات الأفلام العربية
- جيش الظلام على موقع ألو سيني (الفرنسية)
- جيش الظلام على موقع Turner Classic Movies (الإنجليزية)
- جيش الظلام على موقع أول موفي (الإنجليزية)
- جيش الظلام على موقع بوكس أوفيس موجو (الإنجليزية)
- جيش الظلام على موقع فيلمافينيتي (الإسبانية)